# Györgyi Lang
Györgyi Lang (Szeged, 10 de mayo de 1957-Budapest, 20 de mayo de 2023) fue una actriz y cantante húngara.

## Biografía
Hija de Károly Mécs.
Fundadora 1988 junto a Mariann Falusi del grupo: PDD. Fue conocida por Ámbár tanár úr (1998), Eldorádó (1988) y Idö van (1986). Lang falleció el 20 de mayo de 2023 a los 66 años, en Budapest, Hungría.

## Filmografía
- 1978,  Los mendigos
- 1980,  Miedo y asco en el Tercer Reich
- 1980,  Mi amor Elektra
- 1980,  Csupajóvár
- 1980,  Nuestro negocio, o la historia auténtica de la última mafia doméstica.
- 1982,  Gloria
- 1986,  Es hora
- 1988,  El dorado
- 1989,  Napoleón
- 1989,  Sangre ligera
- 1990,  Círculo familiar
- 1990,  La víbora
- 1990-1991,  En piel de ángel
- 1998,  Aunque profesor

## Discografía
| - 1989, Pa Dö Dö I - 1990, ¡Gritar! - 1992, Pa Dö Dö - 1992, Sopla tus cuernos - 1994, La vida es bella y yo soy bella - 1995, Einstand - 1996, ¡Siguiente por favor! - 1997, Ocho de nosotros - 1998, Pa Dö Dö tiene 10 años. Mari tiene dos menos - 1999, Pa Dö Dö 10, Concierto 1999. - 2000, Somos una gran familia | - 2001, ¿Hacemos una pequeña fiesta? - 2003, Lo mejor de Pa-Dö-Dő: PDD 15 Jubileo - 2003, ¡Cantemos este año también! - 2004, Sí, también hicimos un nuevo disco este año... - 2005, No fue fácil, besamos a María - 2006, Aunque las ventas de discos nacionales... - 2009, Tengo un paquete - 2013, El regalo - 2013, Pa Dö Dö (canciones del primer álbum remezcladas digitalmente) - 2013, Pa Dö Dö2. ¡Grita! (canciones del segundo disco remezcladas digitalmente) |